# Pierre Allais
Pierre Allais, né à Paris en 1705 et mort dans la même ville en 1781, est un peintre et pastelliste français. 

## Biographie

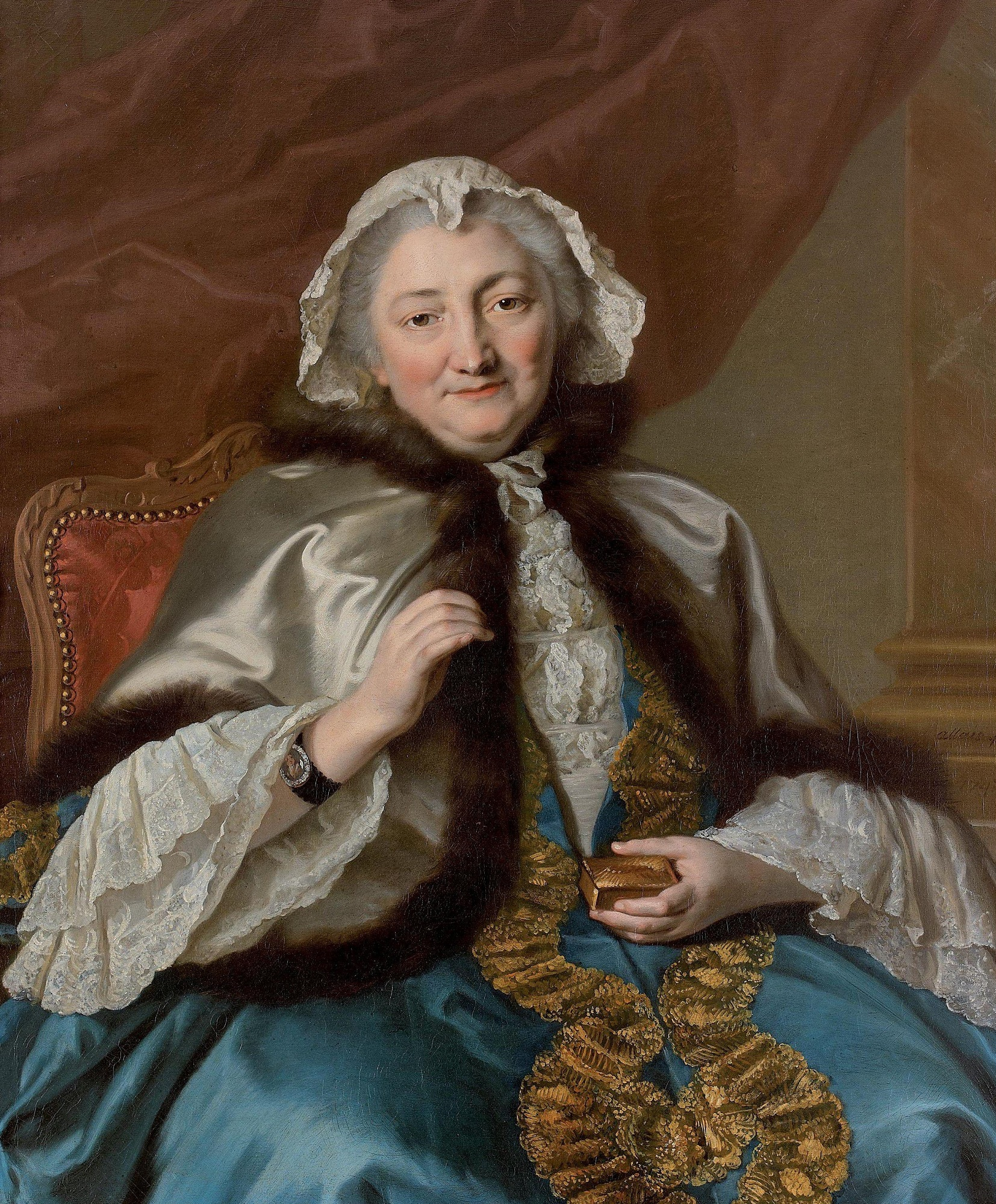
Portrait de Madame Geoffrin, 1747.

Pierre Allais est admis à l'Académie de Saint-Luc en 1745 ; il y travaille aussi probablement comme professeur adjoint. On peut remarquer l'influence de Jean-Marc Nattier dans ses œuvres.
Il obtient le premier prix de peinture de l’Académie royale de peinture et de sculpture en 1726.
Il meurt à Paris en 1781 ; le 25 mars 1782, sa veuve, Marie-Françoise Ansiaume, est enterrée au cimetière de Saint-Sulpice.

## Œuvres en collection publique
- Portrait de femme, huile sur toile, Paris, Petit Palais[4].
- Portrait d'un jeune officier, pastel, 1756, Detroit Institute of Arts[5].

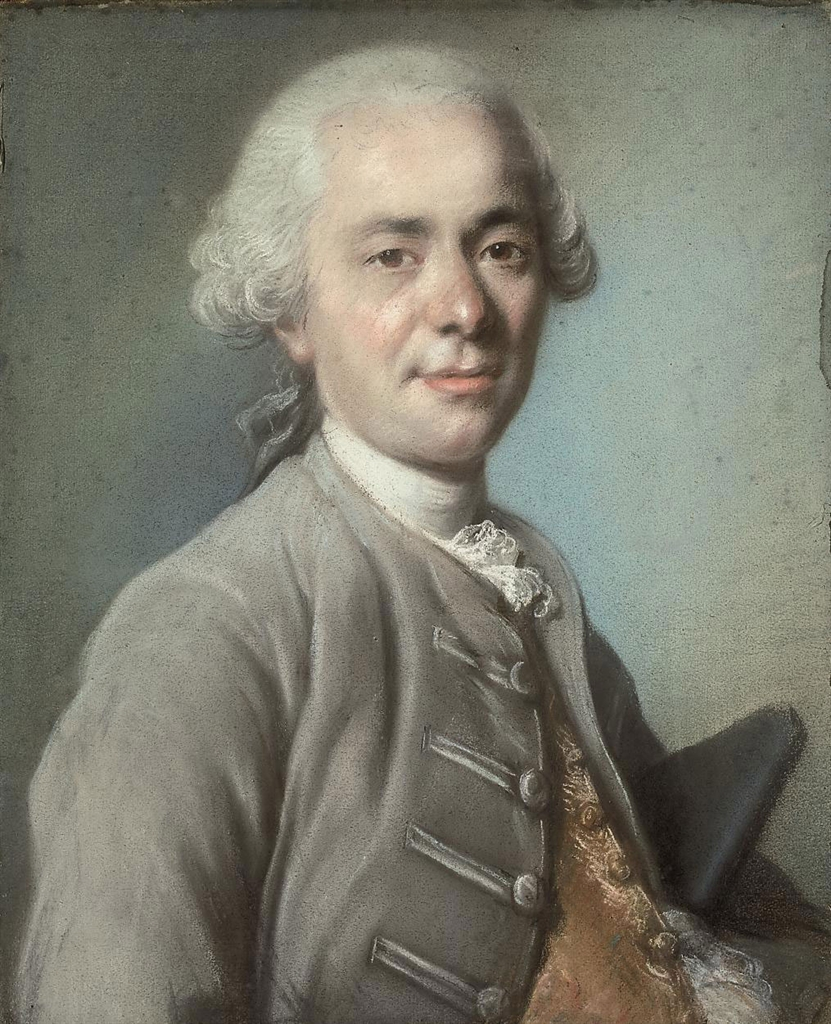
Portrait d'un gentilhomme, identifié à Pierre-Henri de Fromont, seigneur de Bouaille, vers 1756.